# Bev Craig
Bev Craig, née à Belfast en Irlande du Nord en 1985, est une femme politique britannique. Elle est leader travailliste du conseil municipal de Manchester depuis décembre 2021.

## Biographie
Bev Craig est originaire de Belfast et vit à Manchester depuis 2003. Elle est diplômée en politique et histoire moderne de l'université de Manchester en 2007 puis prépare un doctorat.
Bev Craig est conseillère municipale travailliste à Burnage, Manchester, Angleterre.
Elle est nommée vice-leader du conseil municipal de Manchester en mai 2021. Elle a également été vice-présidente du Manchester Health and Care Commissioning et coprésidente de la Manchester Local Care Organisation,.
Craig est élue leader du conseil municipal de Manchester en octobre 2021, et succède officiellement à Richard Leese le 1er décembre 2021, première femme leader du conseil municipal de Manchester. Dans un entretien au Manchester Evening News, elle indique qu'elle est la première diplômée d'université de sa famille et se définit comme gay, mais refuse d'être « cataloguée ».